# Nowy cmentarz żydowski w Inowrocławiu
Nowy cmentarz żydowski w Inowrocławiu – kirkut znajduje się przy ul. Marcinkowskiego. Powstał w 1886. Zniszczony w czasie okupacji hitlerowskiej. Obecnie w tym miejscu cmentarz komunalny. Zachowały się resztki rozbitych macew. 